# Praia Grande (São Francisco do Sul)

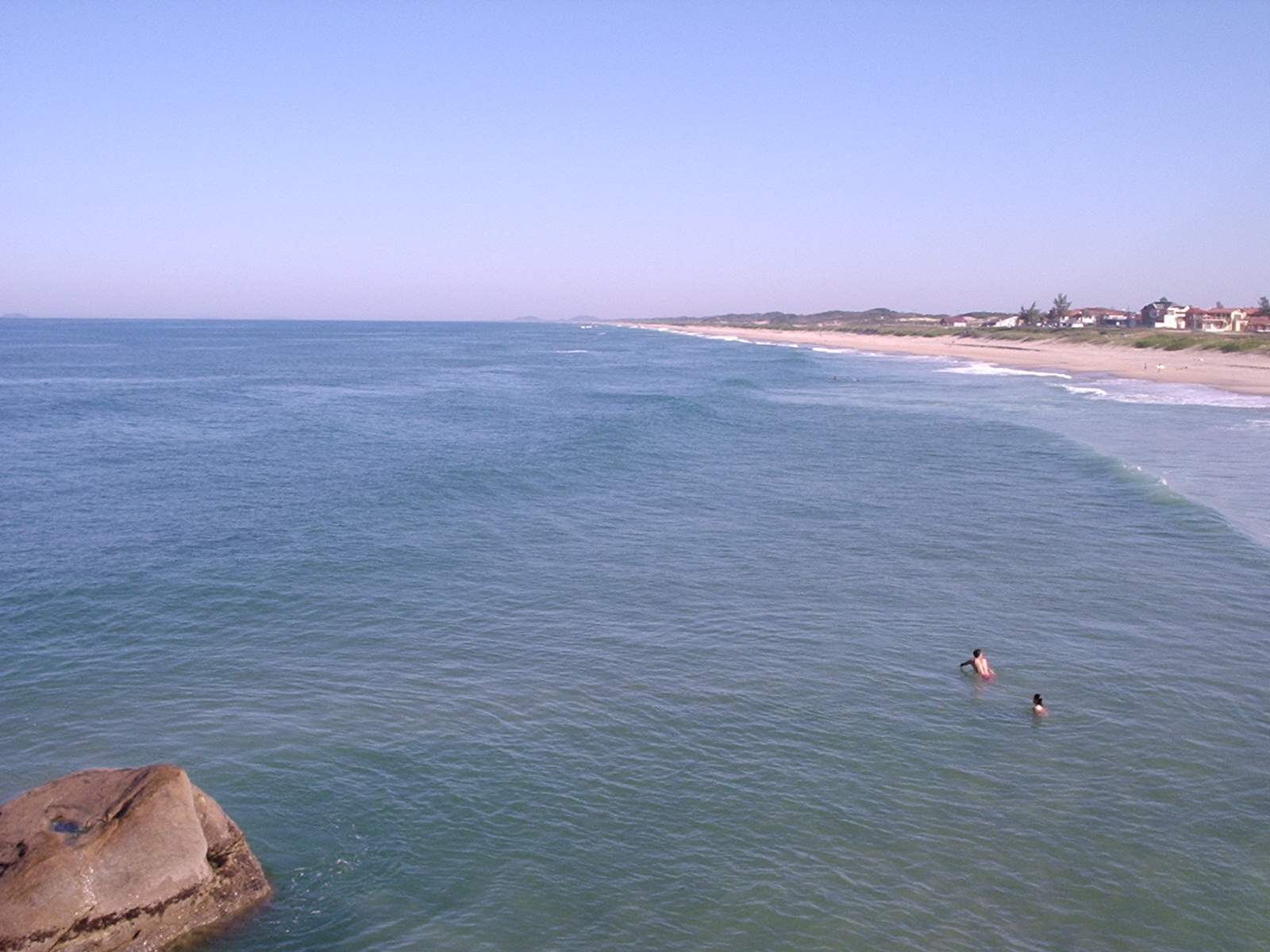
Praia Grande vista de cima de uma rocha.

A Praia Grande é uma praia da cidade de São Francisco do Sul, localizada no estado de Santa Catarina, Brasil. É a maior em extensão do município, compreendendo cerca de 25 km em mar aberto. A praia possui ondas violentas, o que favorece a presença de surfistas no local. Além destes, é comum observar pescadores na praia, sendo que nesta praia ocorre o maior festival de pesca da região sul do Brasil.